# Rivière Blanche (rivière Portneuf)
Pour les articles homonymes, voir Rivière Blanche.
La rivière Blanche est un affluent de la rivière Portneuf, coulant dans les municipalités de Sainte-Catherine-de-la-Jacques-Cartier, Pont-Rouge et de Saint-Basile (Québec), dans la municipalité régionale de comté (MRC) de Portneuf, dans la région administrative de la Capitale-Nationale, dans la province de Québec, au Canada.
Hormis le passage de la rivière dans un petit hameau de Pont-Rouge (près du lac André), la rivière Blanche coule surtout à la limite entre le milieu agricole et forestier, soit les principales activités économiques de cette petite vallée.
Cette vallée est desservie par le chemin du Rang Sainte-Madeleine, le chemin du 2e rang du Brûlé, la rue Lamothe, le chemin Tâché et le chemin des Ormeaux.
La surface de la rivière Blanche (sauf les zones de rapides) est généralement gelée de début décembre à fin mars ; toutefois, la circulation sécuritaire sur la glace se fait généralement de fin décembre à début mars. Le niveau de l'eau de la rivière varie selon les saisons et les précipitations ; la crue printanière survient en mars ou avril.

## Géographie
La rivière Blanche prend sa source au lac Blanc situé dans la partie nord-ouest de la municipalité de Sainte-Catherine-de-la-Jacques-Cartier. Son embouchure est situé à 0,75 km au sud-ouest d'un sommet de montagne culminant à 355 m, à 2,24 km au sud-est du lac Sergent, à 6,6 km au sud-ouest du centre du village de Sainte-Catherine-de-la-Jacques-Cartier et à 13,2 km au nord-est du centre du village de Saint-Basile.
À partir de l'embouchure du lac Blanc, le cours de la rivière Blanche descend sur 7,9 km, avec une dénivellation de 224 m, selon les segments suivants :
- 2,1 km vers le sud-est en zone forestière et en dévalant la montagne, puis le sud, jusqu'à la décharge (venant du nord-est) du lac Linteau, correspondant au hameau du lac André ;
- 5,8 km vers le sud-ouest en suivant le pied de la montagne, puis traverse une petite plaine, jusqu'à son embouchure. Note : Une partie de ce dernier segment marque la limite entre Pont-Rouge et Saint-Basile[4].

La rivière Blanche se déverse sur la rive nord-est de la rivière Portneuf. Cette confluence est située à 6,8 km au nord-ouest du centre du village de Pont-Rouge, à 16,3 km au nord de la confluence de la rivière Portneuf et du fleuve Saint-Laurent.
À partir de l'embouchure de la rivière Blanche, le courant descend sur 21,9 km la rivière Portneuf en serpentant vers le sud-ouest dans la plaine du Saint-Laurent, jusqu'à la rive nord du fleuve Saint-Laurent.

## Toponymie
Le toponyme Rivière Blanche a été officialisé le 5 décembre 1968 à la Banque des noms de lieux de la Commission de toponymie du Québec.